# Aleksandr Rudakow (działacz)
Aleksandr Pietrowicz Rudakow (ros. Алекса́ндр Петро́вич Рудако́в, ur. 11 września 1910 w Połogach, zm. 10 lipca 1966 w Moskwie) – radziecki działacz partyjny, członek i sekretarz KC KPZR (1962-1966).
Rosjanin z guberni jekaterynosławskiej, od 1927 górnik w Zagłębiu Donieckim, 1931 wstąpił do WKP(b), 1937 ukończył studia w Instytucie Górniczym w Leningradzie, od 1936 działacz Komsomołu w Ukraińskiej SRR, od 1938 pełnomocnik i zastępca kierownika, później kierownik wydziału przemysłu węglowego KP(b)U (do 1942), 1942-1944 pracował w aparacie KC WKP(b) w Moskwie, następnie ponownie w aparacie KC KP(b)U w Kijowie, 1944-1948 zastępca sekretarza KC KP(b)U ds. przemysłu węglowego i równocześnie kierownik wydziału przemysłu węglowego KC KP(b)U, 1948-1953 kierownik wydziału przemysłu ciężkiego KP(b)U, 28 I 1949 – 23 IX 1952 kandydat na członka, a od 27 IX 1952 do 17 I 1956 członek KC KP(b)U/Komunistycznej Partii Ukrainy (KPU), 1953-1954 kierownik wydziału organów partyjnych, związkowych i komsomolskich KC KPU, 1954 – XI 1962 kierownik wydziału przemysłu ciężkiego KC KPZR. Od 25 II 1956 do 23 XI 1962 kandydat na członka, a od 23 XI 1962 do śmierci członek i sekretarz KC KPZR. 23 XI 1962 – 16 XI 1964 przewodniczący Biura KC KPZR ds. przemysłu i budownictwa, następnie do śmierci kierownik wydziału przemysłu ciężkiego KC KPZR. Deputowany do Rady Najwyższej ZSRR 6 i 7 kadencji. Odznaczony dwoma Orderami Lenina. Pochowany na Placu Czerwonym przy ścianie kremlowskiej.